# Mały Powstaniec
Mały Powstaniec (traducido al español como "El Pequeño Insurrecto") es una estatua en conmemoración a los niños soldado que lucharon y fallecieron durante el Alzamiento de Varsovia de 1944. Se localiza en la calle Podwale, cerca del centro histórico de Varsovia.
La estatua muestra a un niño pequeño y portando un casco y sosteniendo una metralleta. Según la creencia popular, la estatua representa a "Antek", un chico asesinado el 8 de agosto de 1944 a la edad de trece años. Tanto el casco como el arma son alemanas, pues la mayor parte del equipo de la resistencia polaca era capturado de los nazis.
Jerzy Jarnuszkiewicz creó el diseño para el monumento en 1946, que más tarde fue utilizado para hacer copias más pequeñas de su estado actual. La estatua se inauguró el 1 de octubre de 1983 por el profesor Jerzy Świderski, un cardiólogo que fue mensajero de la Armia Krajowa durante al alzamiento, empleando el seudónimo "Lubicz". Detrás de la estatua hay una placa con las palabras "Warszawskie Dzieci" ("Los niños de Varsovia"), seguida de una popular canción de la época. "Warszawskie dzieci, pójdziemy w bój - za każdy kamień twój, stolico damy krew" ("Somos los niños de Varsovia, yendo a la batalla - para cada piedra nuestra, vamos a dar nuestra sangre").